# Денис П. Хупчик
Денис П. Хупчик (на английски: Dennis P. Hupchick) е американски учен, професор, специалист по балканска и българска история.

## Биография
Денис Пол Хупчик е роден на 3 септември 1948 г. в Мононгахела, Пенсилвания, САЩ. Завършва Питсбъргския университет и защитава своята докторска дисертация на тема: „Българите през седемнадесети век: Славянското ортодоксално общество и култура под османско владичество (1983)“ под ръководството на проф. Джеймс Ф. Кларк. Неговите научни интереси са фокусирани върху източноевропейската и в частност на балканската и българската история. Води лекционни курсове в Питсбъргския университет. Професор по история в Уилкския университет в Уилкс-Баре, Пенсилвания, където ръководи програмата по Източноевропейски и руски изследвания. Особени заслуги има в областта на популяризирането на българистичните изследвания сред специалистите и широката общественост на САЩ. Бивш президент на Асоциацията за българистични изследвания. Проф. Хупчик е Фулбрайтов специализант в България през 1989 г. Автор и редактор е на редица статии и книги за българите, Балканите и източно-европейската история.